# Charaxes howardi
Charaxes howardi är en fjärilsart som beskrevs av Van Someren och Jackson 1952. Charaxes howardi ingår i släktet Charaxes och familjen praktfjärilar. Inga underarter finns listade i Catalogue of Life.